# Marcus Accioly
Marcus Morais Accioly, mais conhecido por Marcus Accioly (Aliança, 21 de janeiro de 1943 - Itamaracá, 21 de outubro de 2017), foi um poeta brasileiro. Foi Membro da Academia Pernambucana de Letras, possui uma vasta produção literária.

## Biografia
Marcus Accioly passou a infância em Aliança, dividido entre os engenhos Laureano e Jaguaraba, propriedade este dos avós paternos e aquele dos maternos, além da casa dos pais no Recife, no bairro de Campo Grande. Concluiu o ginasial no Colégio Americano Batista.
Graduou-se em Direito pela Universidade Católica de Pernambuco, e Pós-Graduou-se em Teoria Literária pela Universidade Federal de Pernambuco, onde ministrou aulas até sua aposentadoria.
Foi integrante da Geração 65 e do Movimento Armorial. Membro da Academia Pernambucana de Letras, na qual ocupa a cadeira 19,, deixada por João Cabral de Melo Neto e que tem como patrono Paulo Arruda, tendo sido eleito no dia 24 de Janeiro de 2000 e empossado no dia 26 de outubro do mesmo ano.
Durante o mandato de Itamar Franco, foi secretário Executivo do Ministério da Cultura durante o ministério de Antônio Houaiss, tendo, em ocasiões de ausência do ministro, assumido várias vezes o cargo.
Deixou dez livros inéditos, e contribuía para o Jornal do Commercio com artigos de opinião publicados quinzenalmente às quintas-feiras. Fazia parte do Conselho Estadual de Cultura de Pernambuco como conselheiro emérito.

## Prêmios
- 1971 - Prêmio Recife de Humanidades, por Nordestinados.
- 1980 - Prêmio Fernando Chinaglia, da União Brasileira de Escritores, por Guriatã.
- 1984 - Prêmio de Poesia, da Associação Paulista dos Críticos de Artes, por Narciso.
- 1984 - Prêmio Olavo Bilac, da Academia Brasileira de Letras, por Narciso.[5]

## Obra

### Poesia
- Cancioneiro (Universitária, 1968)
- Nordestinados (Universitária, 1971)

Tem o Nordeste como tema, o autor desenvolveu essa obra compondo poemas em torno de quatro eixos temáticos: A Pedra Lavrada - onde se encontra uma descrição dos elementos geográficos e culturais do sertão; Sertão-Sertões - com poemas inspirados nos fatos históricos ocorridos em solo sertanejo); Feira de Pássaros - onde os poemas retratam os encantos do sertão; Poética dos Violeiros - onde as características dos diversos tipos de verso utilizados por violeiros em suas disputas são usados para compor o poema.[carece de fontes?]
- Xilografia (CEPE, 1974)

Excerto de Nordestinados e ilustrado com litografias de José Costa Leite, Xilografia é composto pelos poemas que compõem os “Os Bichos”, “As Aves” e “As Paisagens” da publicação anterior, com um poema para cada letra do nome do capítulo que lhe corresponde.
- Sísifo (Quíron / INL, 1976)
- Poética – Pré-Manifesto ou Anteprojeto do Realismo Épico (Bagaço, 1975)
- Íxion ( Tempo Brasileiro, 1978)

Obra pertencente ao gênero dramático, Íxion foi definida pelo próprio autor como “Mais que um poema dramático e menos que uma tragédia grega, (…) uma tragédia à grega”. Composta em um ato-cena único, em versos decassílabos (heroicos e sáficos) brancos, exceto os trechos cantados pelos dois coros, essa obra relata os sofrimentos de Íxion numa época posterior à sua morte e prisão à roda de fogo. O personagem-título dessa tragédia funciona como uma metáfora do homem que, apesar de privado de toda sua força, utiliza a única arma que lhe resta, a palavra, para desafiar a todos, inclusive aos próprios deuses. O que mais impressiona nessa obra é o momento da vida do personagem escolhido como motivo literário. Íxion foi um dos personagens mitológicos cuja vida foi mais interessante, cheia de experiências marcantes que poderiam servir de matéria-prima literária para várias obras. Porém, Accioly escolheu o momento em Íxion parecia não ter mais o que oferecer: depois de preso à roda. A própria mitologia encerra seu relato sobre esse personagem no momento se sua prisão, não havendo qualquer referência à sua situação posterior além da tragédia de Accioly.[carece de fontes?]
- Ó(de)Itabira (José Olympio / INL, 1980)
- Guriatã (Brasil-América, 1980)

Composto segundo as características formais da literatura de cordel e ilustrado com gravuras em borracha e madeira de José Cavalcanti e Ferreir (Dila), Guriatã é o relato das aventuras de Sucram e Leonam (apelido: Ocen), amigos de infância. Encontramos, entretanto, uma longa série de coincidências entre os fatos narrados e a vida de seu autor. Os nomes dos parentes de Sucram e de Accioly são os mesmos (da mãe, Eunice; do pai de Sucram Jafé, de Accioly Japhet (quase homófonos) e do irmão Nestor); ambos loiros, estreitamente ligados à música e à poesia. Confirmando a intnção autobiográfica da obra, temos os próprios nomes dos personagens: Leunam é Manual escrito ao contrário (o que funciona também para seu apelido: Ocen é Neco); Sucram é Marcus Accioly.[carece de fontes?]
- Narciso (Francisco Alves, 1984)

O terço lírico da trilogia clássica, composto de cinco cantos e cinco ecos, Narciso narra os infortúnios de seu personagem-título e da ninfa por ele apaixonada, Eco, desde o momento da morte de Narciso até sua chegada ao mundo dos mortos. Composto em poemas independentes inter-relacionados, Narciso é composto exclusivamente de sonetos, em versos de várias extensões, desde alexandrinos (doze notas) a redondilhas menores (cinco sílabas). Como no mito de Narciso a imagem refletida é de suma importância, o autor criou o “soneto invertido” com as duas primeiras estrofes com três versos e duas de quatro versos, criando um soneto “de cabeça para baixo”. Dessa forma, o soneto representa Narciso e o soneto invertido, sua imagem refletida, tornando-se completos apenas ao serem lidos conjuntamente, como no mito grego. À semelhança de seu Íxion, Accioly escolheu um momento da vida de Narciso que, aparentemente, não seria uma boa matéria-prima literária: depois de se apaixonar por seu reflexo. A mitologia e literatura gregas não oferecem detalhes acerca da situação de Narciso a partir da visão de si mesmo; apenas indica sua morte. Accioly Retratou Narciso desde a visão de si mesmo, sua morte, os infortúnios de seu corpo morto e seus tormentos no Hades.[carece de fontes?]
- Para(ti)nação (Melhoramentos, 1986)

Poema satírico em que a história política do Brasil no século XX é recontada através de metáforas entre os presidentes eleitos e animais.
- Érato (Editora José Olympio, 1990)

Reunião de poemas com temática erótico-amorosa, é composto de sonetos, muitos completados com um “soneto invertido” (à semelhança do que acontece em “Narciso”). Além dos 69 poema, há ainda uma Ode ao Vinho, composta em variados metros e estrofes. Como em Nordestinados há um poema para cada letra do título completo do livro (Érato: sessenta e nove poemas eróticos e uma ode ao vinho).
- O Jogo dos Bichos (Melhoramentos, 1990)
- Latinoamérica (2001)

Obra máxima do poeta, Latinoamérica (ou Latinomérica, como o próprio autor prefere chamar, devido à relação com o poeta grego Homero) narra a história da América Latina, mas não sob a perspectiva histórica dos “heróis” que venceram as batalhas, mas sob o ponto de vista daqueles que a história oficial considerou vilões e que foram combatidos pelas tropas governamentais. Assim, o poeta promove a inversão dos valores estabelecidos historicamente, transformando os (assim considerados pela história) heróis (como Duque de Caxias, Patrono do Exército Brasileiro) em vilões e os vilões (como Lampião, Antônio Conselheiro e Che Guevara por exemplo) em heróis.
A forma escolhida para a composição da obra foi a de uma luta de boxe, na qual o autor se comporta ora como um lutador, ora como outro; ora como espectador, ora como juiz, ora como narrador. A duração da “luta” é de trinta rounds, narrados minuto a minuto, inclusive o minuto de intervalo entre um e outro round. Os versos são em sua grande maioria, decassílabos (heroicos ou sáficos), dispostos em estrofes camonianas, havendo, porém, ocasionais surgimentos de versos menores.[carece de fontes?]
Latinoamérica, assim como Sísifo, é um poema composto sob a perspectiva épica contemporânea, sendo a principal diferença entre um e outro o fato de em Sísifo o experimentalismo poético ser o motivo literário central, enquanto que em Latimoamérica o que vemos é uma ligação mais estreita com a épica clássica.
- Daguerreótipos (Escrituras, 2008)

### Cordéis
- Nordestinatal
- O Roçado e a Cidade (divididos pela cerca)

### Contos
- Uma égua Chamada Sua Mãe

Publicado na Antologia do Conto Pernambucano, é composto de três contos tendo a relação homem-equino como tema central. Apesar de publicados como “contos”, são na verdade de três poemas compostos em versos decassílabos distribuídos linearmente e separados por barras.

### Música
- Nordestinados

Parceria entre Accioly e o músico cearense Cesar Barreto, Nordestinados foi gravado nos estúdios da Rozemblit, em Recife, e lançado em LP no ano de 1980 pelo selo Continental. Barreto musicou poemas integrantes da obra de Accioly, dos livros Nordestinados e Sísifo, e executou a música (vocal, violão solo e craviola) acompanhado de Fátima Goulart (contracanto), Vicente Menezes (violão) e do grupo pernambucano Som da Terra, com direção musical do flautista Egildo Vieira.[carece de fontes?]
- Guriatã

Parceria com o compositor Sandro Guimarães. O CD, gravado em 2012, é interpretado por Sandro Guimarães, com o acompanhamento do Quinteto da Paraíba e direção musical de Antônio Madureira. O disco foi pré-selecionado ao Prêmio da Música Brasileira em 2013, sendo considerado um dos melhores discos do gênero produzidos naquele ano. O CD Guriatã mistura a sonoridade da Música Armorial com as imagens nordestinas presentes na poesia de Marcus Accioly.

### Obras inéditas
- Cancioneiro Geral (Poesia)
- SelvaJERIa (poesia)
- Antologia Poética (poesia)
- Outras Odes (poesia)
- O Velho Chico (poesia)
- Poemas malditos (poesia)
- Um auto de cordel para Canudos (poesia)
- Sebinho (poesia infanto-juvenil)
- O exílio da canção (crônicas)
- Hipocanto (poesia)